# Heideland (Brandenburg)
Heideland er en kommune i landkreis Elbe-Elster i den tyske delstat Brandenburg. Byen tilhører Amt Elsterland med sæde i Schönborn. Heideland blev dannet den 31. december 2001 ved en frivillig sammenslutning af de indtil da selvstændige byer Eichholz-Drößig og Fischwasser.